# 北海道道363号尾岱沼港春別停車場線
北海道道363号尾岱沼港春別停車場線（ほっかいどうどう363ごう おだいとうこうしゅんべつていしゃじょうせん）は、北海道別海町内を結ぶ一般道道である。

## 概要

### 路線データ
- 起点：北海道野付郡別海町尾岱沼港町（野付湾尾岱沼港）
- 終点：北海道野付郡別海町中春別東町（旧JR北海道 標津線 春別駅跡）
- 実延長：17.6km

## 歴史
- 1961年（昭和36年）3月31日 路線認定[1]。

## 路線状況

### 重複区間
- 別海町中春別東町（北海道道362号西春別春別停車場線）

## 地理

### 通過する自治体
- 根室振興局
  - 野付郡別海町

### 主な接続道路
別海町
- 国道244号 - 尾岱沼潮見町
- 北海道道362号西春別春別停車場線 - 中春別東町（重複）

### 沿線にある施設など
別海町
- 尾岱沼スケートリンク - 尾岱沼潮見町